# Fontana dei Delfini (Prato)
La Fontana dei Delfini (raffigurante due delfini incrociati), disegnata da Ferdinando Tacca, è ubicata in piazza san Francesco a Prato, sul lato opposto della facciata dell'omonima chiesa.
Realizzata in pietra serena tra il 1658 ed il 1666, era originariamente alimentata dal Condotto Reale.
L'originale è andato distrutto per le intemperie e sostituito con una copia negli anni '30.